# Echinopsis chiloensis
Espèce
Classification APG III (2009)
Statut de conservation UICN

 LC  : Préoccupation mineure
Statut CITES
Echinopsis chiloensis est une espèce de plantes à fleurs de la famille des Cactaceae originaire du Chili.

## Taxonomie
Son nom vient du grec ekhinos, qui signifie hérisson, oursin, et du suffixe opsis, vision, vue (de l'aspect d'un oursin, en référence aux espèces globuleuses du genre). Le terme de chiloensis fait référence à l'île de Grande Chiloé, située dans les eaux territoriales du Chili, d'où était censé provenir l'exemplaire en culture à Turin. Ce spécimen a servi de base à la description du taxon d'origine. Sur cette île côtière chilienne ne pousse cependant aucun cactus. Le nom plus approprié de chilensis ('du Chili') a, de ce fait, souvent été donné à ce cactus cierge, en premier lieu semble-t-il par le botaniste Pfeiffer en 1837. Mais si le code international de nomenclature botanique autorise certaines corrections orthographiques, les usages n'autorisent pas un changement du sens du nom, même en cas d'erreur de l'auteur de ce nom.

## Taxinomie

### Liste des sous-espèces
Selon NCBI (1 déc. 2011) :
- Echinopsis chiloensis subsp. litoralis
- Echinopsis chiloensis subsp. skottsbergii

### Synonymes
- Cactus chiloensis Colla, Hortus Ripul. App. 2: 342. 1826 syn. sec. Schlumpberger 2012
- Cereus chiloensis (Colla) DC., Prodr. 3: 465. 1828 syn. sec. Kew WCVP (2019)
- Echinocereus chiloensis (Colla) Console & Lem. in Rev. Hort. 36: 173. 1864 syn. sec. Korotkova 2021
- Trichocereus chiloensis (Colla) Britton & Rose, Cactaceae 2: 137–139, f. 199–200. 1920 syn. sec. Kew WCVP (2019)
- Echinopsis chiloensis (Colla) H.Friedrich & G.D.Rowley in I.O.S. Bull. 3(3): 94. 1974 syn. sec. ???
  - Cactus chiloensis Colla ex Steud., Nomencl. Bot., ed. 2, 1: 245. 1840, nom. inval., syn. sec. The Plant List v. 1.1 20131
  - Cereus coquimbanus DC., Prodr. 3: 465. 1828 syn. sec. Kew WCVP (2019)
  - Cereus chilensis Pfeiff., Enum. Diagn. Cact.: 86. 1837 syn. sec. Britton & Rose 1920
  - Cereus quintero Pfeiff., Enum. Diagn. Cact.: 86. 1837 syn. sec. Britton & Rose 1920
  - Cereus fulvibarbis Otto & A.Dietr. in Allg. Gartenzeitung 6: 28. 1838 syn. sec. Kew WCVP (2019)
- Cereus chiloensis var. fulvibarbis (Otto) Salm-Dyck, Cact. Hort. Dyck., ed. 1844: 27. 1845 syn. sec. Kew WCVP (2019)
  - Cereus heteromorphus Monv., Hort. Universel 1: 221. 1840 syn. sec. Britton & Rose 1920
  - Cereus gilvus Salm-Dyck in Allg. Gartenzeitung 13: 355. 1845 syn. sec. Britton & Rose 1920
  - Cereus subuliferus Salm-Dyck in Allg. Gartenzeitung 13: 354. 1845 syn. sec. Britton & Rose 1920
- Cereus subulifer Salm-Dyck in Allg. Gartenzeitung 13: 354. 1845 syn. sec. Schlumpberger 2012
  - Cereus chiloensis var. spinosior Salm-Dyck ex C.F.Först., Handb. Cacteenk.: 377. 1846 syn. sec. Kew WCVP (2019)
  - Cereus quisco J.Rémy ex Gay, Fl. Chilena 3: 19. 1847 syn. sec. Britton & Rose 1920
- Cereus quisco Gay, Fl. Chil. 3: 19. 1848 syn. sec. ???
- Cereus chiloensis var. quisco (J.Rémy) F.A.C.Weber ex Hirscht in Monatsschr. Kakteenk. 8: 110. 1898 syn. sec. Kew WCVP (2019)
  - Cereus chiloensis var. brevispinulus Salm-Dyck, Cact. Hort. Dyck., ed. 1849: 44. 1850 syn. sec. Kew WCVP (2019)
  - Cereus chiloensis var. flavescens Salm-Dyck, Cact. Hort. Dyck., ed. 1849: 44. 1850 syn. sec. Kew WCVP (2019)
  - Cereus chiloensis var. polygonus Salm-Dyck, Cact. Hort. Dyck., ed. 1849: 199. 1850 syn. sec. Kew WCVP (2019)
  - Cereus duledevantii Lem., Ill. Hort. 5(Misc.): 10. 1858 syn. sec. Britton & Rose 1920
  - Cereus elegans Lem., Ill. Hort. 5(Misc.): 10. 1858 syn. sec. Britton & Rose 1920
  - Cereus linnaei C.F.Först. in Hamburger Garten- Blumenzeitung 17: 165. 1861 syn. sec. Britton & Rose 1920
  - Cereus chiloensis var. funkianus K.Schum., Gesamtbeschr. Kakt.: 61. 1897 syn. sec. Kew WCVP (2019)
  - Cereus chiloensis var. poselgeri K.Schum., Gesamtbeschr. Kakt.: 63. 1897 syn. sec. Kew WCVP (2019)
  - Cereus chiloensis var. zizkaanus K.Schum., Gesamtbeschr. Kakt.: 63. 1897 syn. sec. Kew WCVP (2019)
  - Cereus funkii K.Schum., Gesamtbeschr. Kakt.: 61. 1897 syn. sec. Britton & Rose 1920
  - Cereus chiloensis var. acidus Miers in Monatsschr. Kakteenk. 8: 159. 1898 syn. sec. Kew WCVP (2019)
  - Cereus chiloensis var. breviflorus Hirscht in Monatsschr. Kakteenk. 8: 159. 1898 syn. sec. Kew WCVP (2019)
  - Cereus chiloensis var. nigripilis Hirscht in Monatsschr. Kakteenk. 8: 159. 1898 syn. sec. Kew WCVP (2019)
  - Trichocereus funkii A.Berger, Kakteen: 136, 346. 1929 syn. sec. Kew WCVP (2019)
  - Trichocereus chiloensis var. borealis F.Ritter, Kakteen Südamerika 3: 1109. 1980 syn. sec. Kew WCVP (2019)